# Црква Светог Вазнесења Господњег у Катуну
Црква Светог Вазнесења Господњег у Катуну, насељеном месту на територији града Врања, православни је храм који припада Епархији врањској Српске православне цркве.
Изградња цркве посвећене Светом Вазнесењу Господњем започета је 1993. године и још увек траје. Године 2012. постављени су иконостас и престо.